# Longistylus ygapema
Longistylus ygapema là một loài nhện trong họ Nemesiidae.
Longistylus ygapema được miêu tả năm 2005 bởi Indicatti & Lucas.